# Altopiano occidentale del Camerun

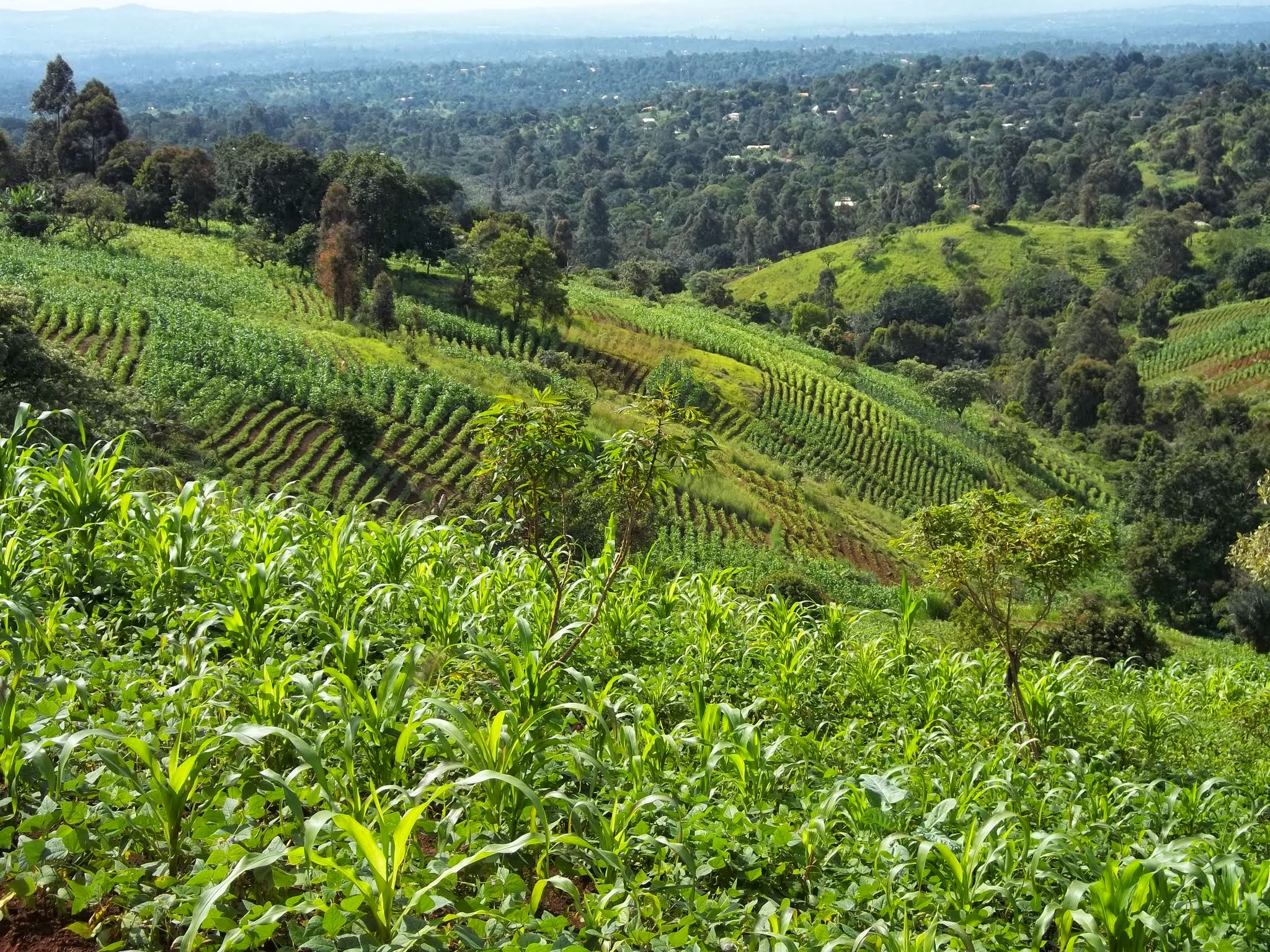
La prateria dei Bamiléké.

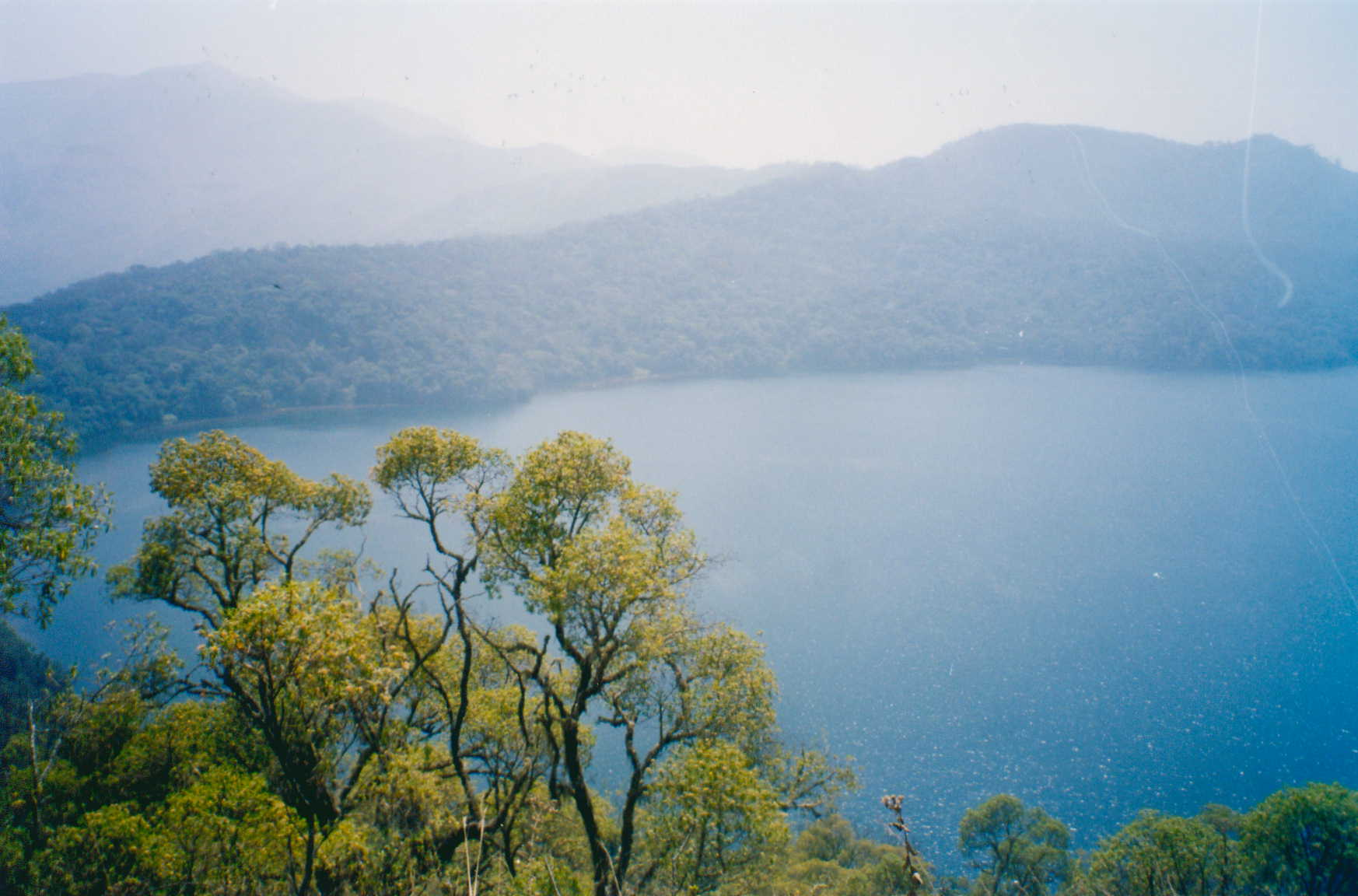
Il lago Oku, un lago craterico dell'altopiano.

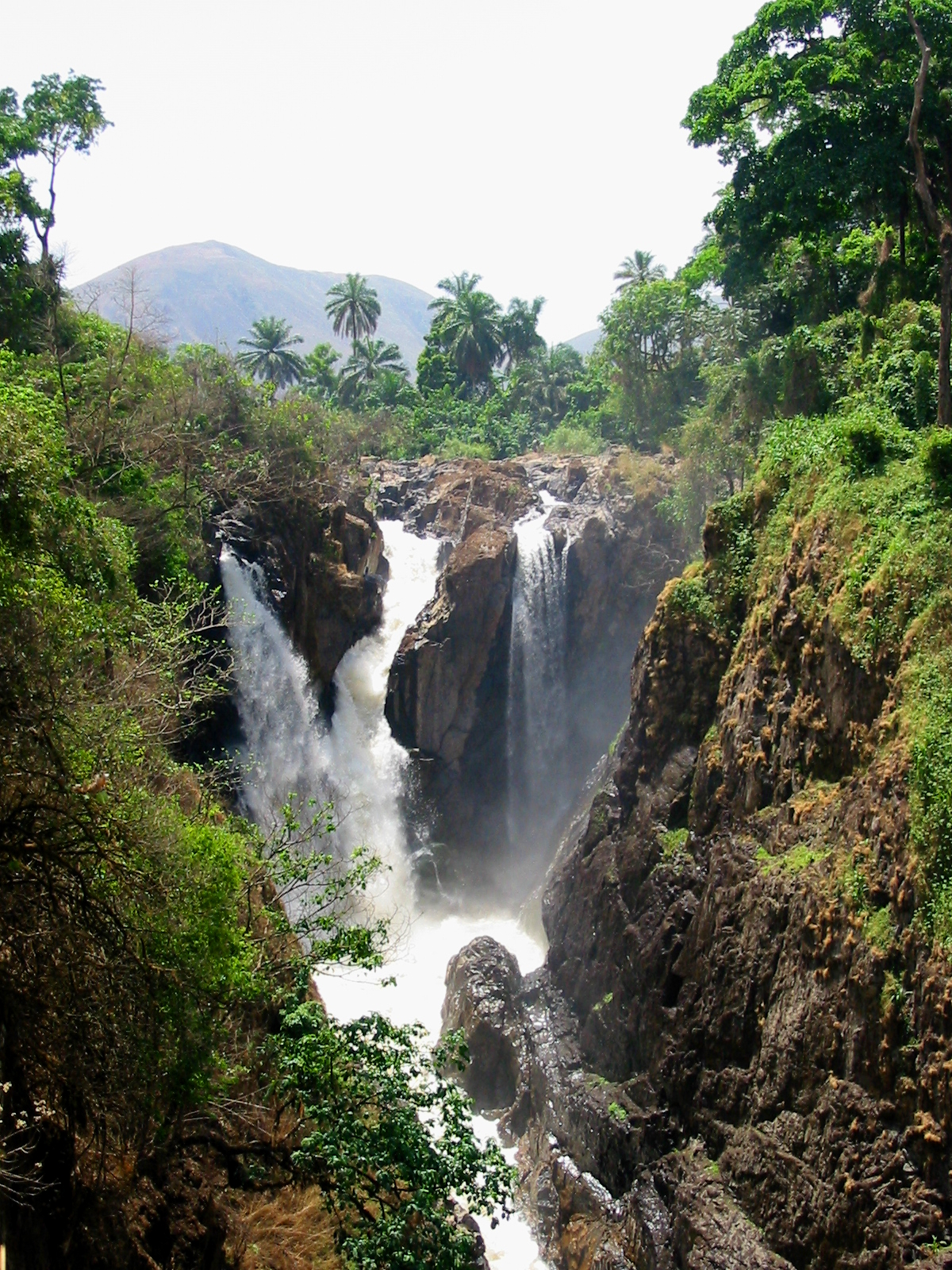
Le cascate del Menchum, affluente del Bénoué.

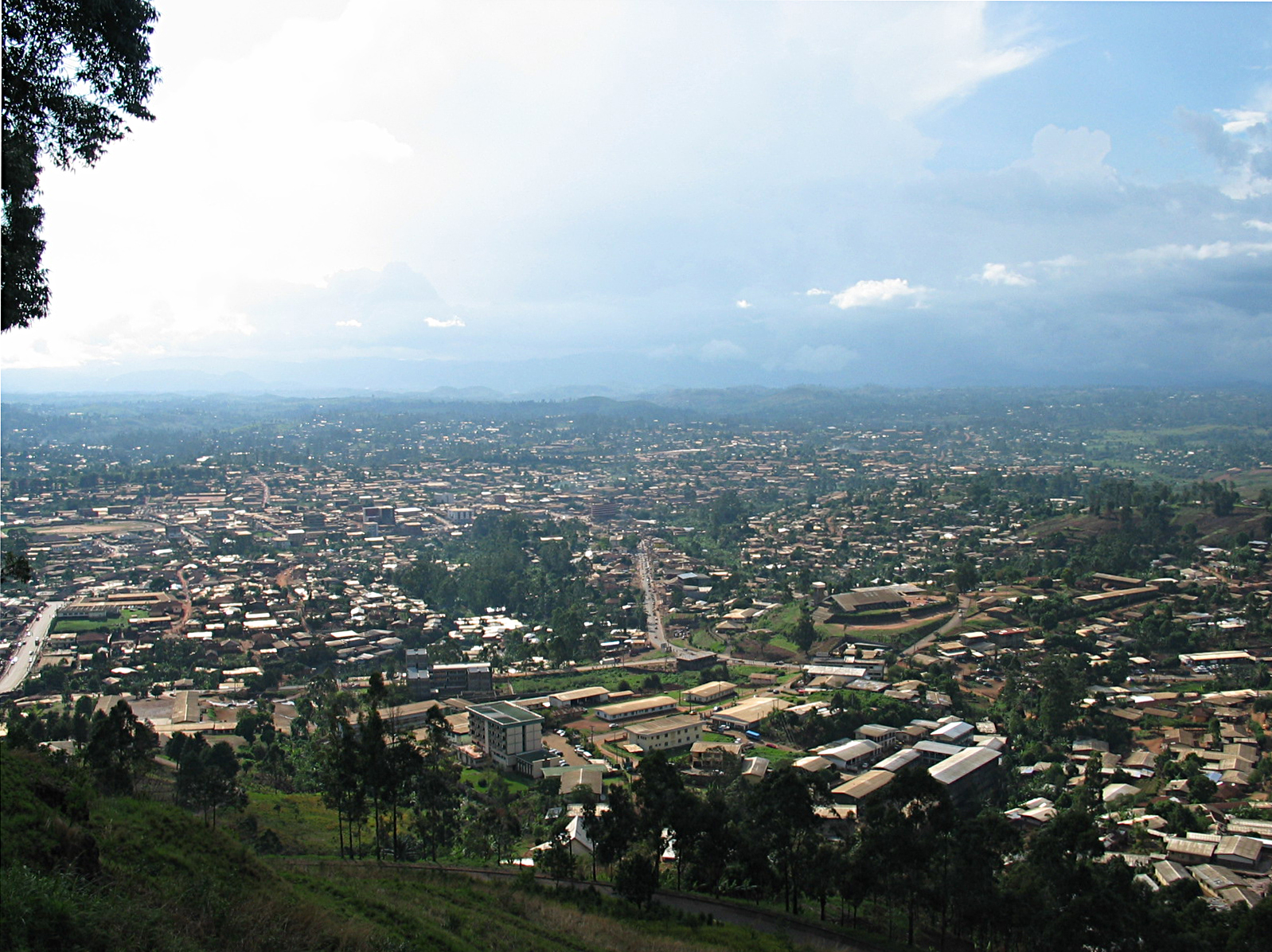
Panorama della città di Bamenda.

L'altopiano occidentale (Western High Plateau, Western Highlands o Bamenda Grassfields) è una regione del Camerun caratterizzata da rilievo elevato, temperature fresche, forti precipitazioni e vegetazione di savana. Si trova lungo la linea vulcanica del Camerun e consiste in una serie di catene montuose e di vulcani composti da rocce cristalline e ignee. Confina con l'altopiano meridionale del Camerun a sud-est, il massiccio dell'Adamaoua a nord-est e la pianura costiera del Camerun a sud.

## Topografia e geologia
L'altopiano occidentale sorge lungo la linea vulcanica del Camerun, una serie di alture vulcaniche che dall'oceano Atlantico, a sud-ovest, si estende fino al massiccio dell'Adamaoua, a nord-est. La regione è caratterizzata da un rilievo accidentato formato da massicci montuosi e rilievi isolati. Nell'altopiano occidentale si trovano alcuni vulcani quiescenti, come i monti Bambouto, il monte Oku e il monte Koupé. L'altopiano presenta un'altitudine crescente man mano che si procede verso est. Nella parte orientale, termina in montagne di altitudine compresa tra 1 000 e 2 500 metri, al di là delle quali si trova l'altopiano meridionale del Camerun. A nord-est l'altopiano cede il passo al massiccio dell'Adamaoua, una regione più vasta ma meno accidentata.
Il nucleo dell'altopiano è formato da rocce vulcaniche contornate da rocce plutoniche che poggiano su una base di rocce cristalline e metamorfiche. Questa è costituita prevalentemente da gneiss e graniti risalenti al periodo precambriano, ricoperti da uno strato di basalto. L'attività vulcanica ha portato alla formazione di fertili suoli neri e marroni. A plasmare la morfologia del paesaggio ha svolto un ruolo importante l'erosione.

## Clima e idrografia
L'altopiano è caratterizzato da un clima equatoriale di tipo camerunense, con due stagioni principali: una lunga stagione delle piogge di nove mesi e una breve stagione secca di tre mesi. Durante la stagione delle piogge, gli umidi venti monsonici prevalenti soffiano da ovest e perdono la loro umidità quando si scontrano con le montagne della regione. La piovosità annua media varia tra i 1 000 e i 2 000 mm. L'altitudine elevata conferisce alla regione un clima più fresco di quello del resto del Camerun. Ad esempio, Dschang, una città della Regione dell'Ovest, ha temperature medie di 20 °C. Verso nord, le precipitazioni diminuiscono e prevale un clima di tipo sudanese.
Il rilievo e le forti precipitazioni fanno dell'altopiano occidentale uno dei principali spartiacque del Camerun. Tra i fiumi più importanti della regione ricordiamo il Manyu, che nasce dai monti Bambouto e diventa il Cross nel suo corso inferiore, e lo Nkam, noto come Wouri nel suo corso inferiore. Da qui nascono anche alcuni importanti affluenti che confluiscono nel Sanaga. Questi fiumi sono caratterizzati da un regime di tipo camerunense, un sottotipo del regime equatoriale degli altri fiumi meridionali del Camerun che consiste in un lungo periodo di piena durante la stagione delle piogge e in un breve periodo di magra durante la stagione secca. I fiumi della regione si gettano tutti nell'oceano Atlantico. La morfologia accidentata della regione fa sì che il corso di questi fiumi sia interrotto da cascate. Le Ekon Falls, nei pressi di Nkongsamba, nella Regione dell'Ovest, sono alte 80 metri. L'altopiano è costellato da laghi craterici, antichi vulcani spenti riempitisi d'acqua.

## Flora
In passato l'altopiano occidentale era quasi interamente ricoperto da foreste. Tuttavia, la deforestazione e gli incendi ad opera dell'uomo hanno relegato la foresta alle aree lungo i corsi d'acqua e hanno consentito alla prateria di espandersi nell'area. Oggi la savana sudanese costituisce la vegetazione dominante. Essa consiste in distese erbose - come le «praterie di Bamenda» attorno alla città omonima - punteggiate da bassi alberi e arbusti che perdono il loro fogliame durante la stagione secca come difesa contro gli incendi e la disidratazione. Nelle vallate e nelle depressioni crescono le palme rafia.